# Lešje, Paraćin
Lešje (izvirno srbsko Лешје) je naselje v Srbiji, ki upravno spada pod Občino Paraćin; slednja pa je del Pomoravskega upravnega okraja.

## Demografija
V naselju živi 352 polnoletnih prebivalcev, pri čemer je njihova povprečna starost 46,3 let (44,4 pri moških in 48,1 pri ženskah). Naselje ima 118 gospodinjstev, pri čemer je povprečno število članov na gospodinjstvo 3,58.
To naselje je, glede na rezultate popisa iz leta 2002, večinoma srbsko, a v času zadnjih treh popisov je opazno zmanjšanje števila prebivalcev.
|  |

| Demografija | Demografija     | Demografija     |
| Leto        | Št. prebivalcev | Št. prebivalcev |
| ----------- | --------------- | --------------- |
|             |                 |                 |
|             |                 |                 |
|             |                 |                 |
|             |                 |                 |
| 1948        | 594             |                 |
| 1953        | 628             |                 |
| 1961        | 633             |                 |
| 1971        | 583             |                 |
| 1981        | 534             |                 |
| 1991        | 511             | 493             |
| 2002        | 443             | 422             |
|             |                 |                 |

| Etnična sestava po popisu iz leta 2002 | Etnična sestava po popisu iz leta 2002 | Etnična sestava po popisu iz leta 2002 | Etnična sestava po popisu iz leta 2002 | Etnična sestava po popisu iz leta 2002 |
| -------------------------------------- | -------------------------------------- | -------------------------------------- | -------------------------------------- | -------------------------------------- |
| Srbi                                   | Srbi                                   |                                        | 412                                    | 97,63%                                 |
| Rusini                                 | Rusini                                 |                                        | 1                                      | 0,23%                                  |
| Neznano                                | Neznano                                |                                        | 6                                      | 1,42%                                  |